# 중리허

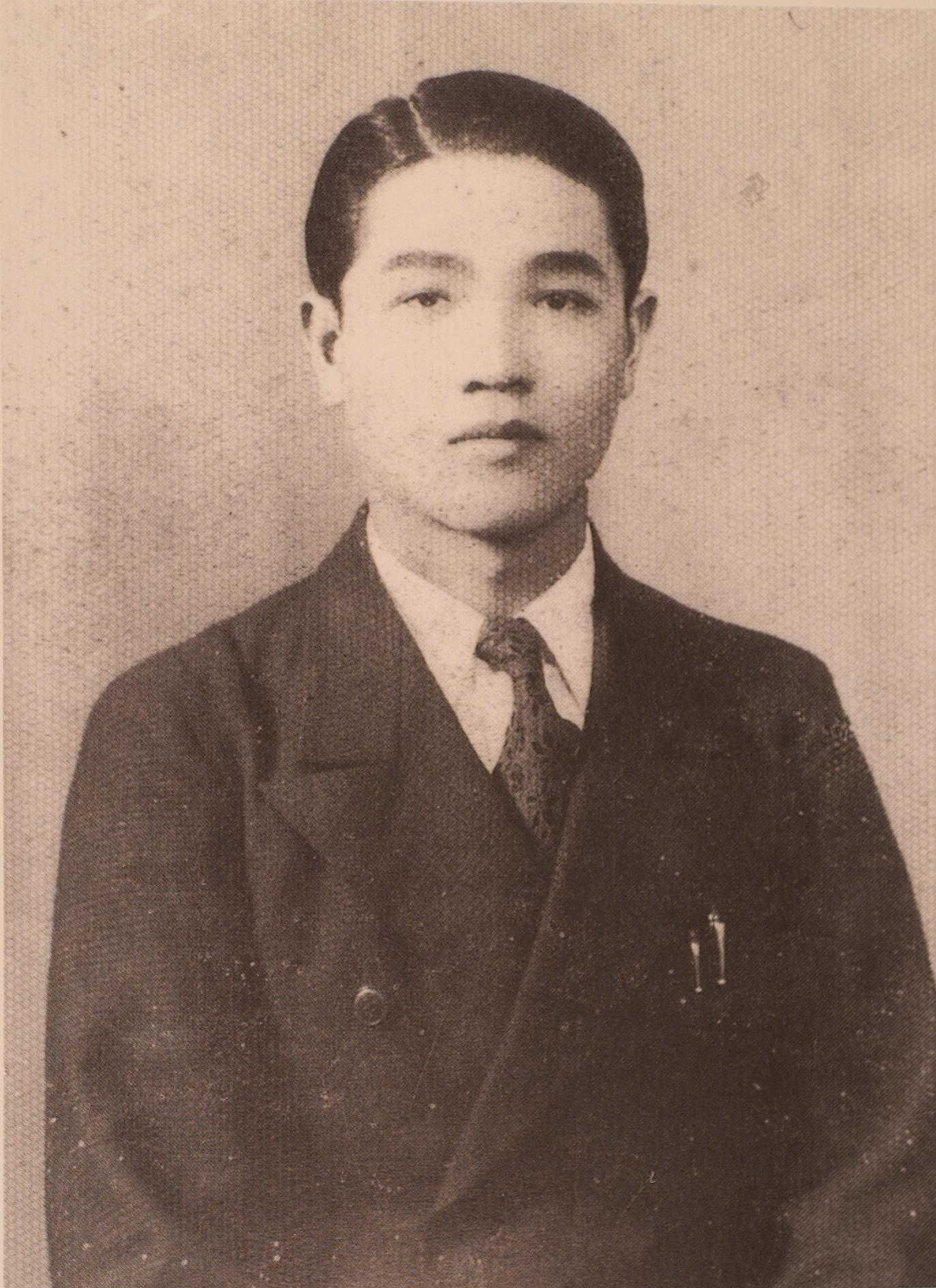
중리허.

중리허(鍾理和, 1915∼1960)는 타이완의 작가이며, 하카계 출신이다.

## 생애
타이완 향토문학의 기초를 다진 작가 중리허는, 1915년 타이완 핑둥현(屛東縣) 가오수(高樹)에서 태어났다. 부유한 환경 속에서 자란 중리허는 어릴 때 사숙에서 배운 한문을 바탕으로, 중국 고전소설을 즐겨 읽었으며, 5·4 운동의 영향을 받아 소년 시절부터 백화(白話)로 글쓰기를 하기 시작했다.
1938년 같은 성씨를 가진 연상의 농장 여공과 사랑에 빠지게 되었는데, 당시 타이완 하카 사회에서는 동성(同姓)끼리의 결혼을 금지하는 풍속에 압력을 견디지 못하고 결국 중국 대륙 둥베이(東北)로 도망가, 1940년에 타이완으로 잠깐 돌아와 사랑하는 중핑메이와 결혼을 한 뒤 함께 선양으로 돌아갔다. 이러한 어려웠던 결혼 과정과 아내와의 추억은 ＜동성 결혼(同姓之婚)＞, ＜도망＞, ＜가난한 부부＞,＜문(門)＞과 같은 작품에 반영되었다. 1938∼1940년 만주로 도피했던 중리허의 이 시기 경험은 그의 창작에 많은 영향을 끼쳐 ＜도시의 황혼(都市的黃昏)＞, ＜버드나무 그늘(柳陰)＞, ＜타이둥 여관(泰東旅館)＞(미완성) 같은 작품을 탄생시켰다. 또한 1945년 그의 첫 번째 문집이자 생전에 출판된 유일한 소설집인 ≪협죽도≫가 베이징 마더쩡서점에서 출판되었다. 이 문집에는 중편소설 ＜협죽도＞ 외에도, 단편소설 ＜아지랑이(游絲)＞, ＜새로운 탄생(新生)＞, ＜억새풀(薄芒)＞이 함께 수록되어 있었다.
1947년 폐병 때문에 그 후로도 죽을 고비를 여러 번 넘겼고, 1950년에 퇴원한 뒤에는 휴양을 하며 지냈는데, 이 와중에도 창작에 힘써 그의 대다수 작품이 이 10년 동안 창작되었다. 다년간의 병치레로 인해 생활이 극도로 빈곤해졌다. 평생 시달렸던 병마와 어린 자식을 먼저 보내야 했던 고통스러운 경험은 ＜부활(復活)＞, ＜삶과 죽음(生與死)＞과 같은 작품 속에 반영되어, 중리허의 삶과 죽음에 대한 사색을 보여 주고 있다. 그는 또한 농촌을 배경으로 하층민의 생활을 광범위하게 묘사하고, 개성이 뚜렷한 인물을 형상화해 흙냄새가 짙은, ＜주터우 마을(竹頭莊)＞, ＜산불(山火)＞, ＜아황 아저씨(阿煌叔)＞, ＜사돈과 산가(親家與山歌)＞와 같은 작품을 창작했다.
하지만 그의 많은 작품들은 타이완 사회의 주목을 받지 못해서, 장기간 발표와 출판의 기회를 얻을 수 없었다. 그의 유일한 장편소설 ≪리산농장≫이 1956년 ‘중화문예상금위원회(中華文藝獎金委員會)’ 장편소설 부문에서 상을 받음으로써 사회에 알려지는 듯했다. 하지만 그해 상금위원회와 그 기관지 ＜문예창작(文藝創作)＞이 잇달아 문을 닫고 정간되면서, 중리허의 작품은 원활하게 발표될 수 없었다. 그는 1960년 8월 4일, 병상에서 중편소설 ＜비(雨)＞를 수정하는 데 무리하다 지병이 도져 각혈을 하고 죽었다. 당시 그의 나이 45세였다.
중리허가 죽은 뒤, 생전의 벗이었던 타이완 작가 린하이인(林海音), 중자오정(鍾肇政), 원신(文心) 등이 ‘중리허유작출판위원회’를 조성해, 그의 일부 작품을 계속해서 출판했다. 1976년까지 타이완 청궁대학(成功大學) 장량쩌(張良澤) 교수의 10여 년의 노력을 통해, 작품이 수집·정리·편집되어 ≪중리허 전집≫[타이베이위안싱출판사(臺北遠行出版社), 1976] 전8권을 출판하게 되었고, 그제야 비로소 그의 작품 전체를 독자에게 선보일 수 있게 되었다.

## 원향인
＜원향인＞에는, 주인공이 어릴 때부터 “원향”이라는 말을 접하면서, 바다를 사이에 두고 보이는 대륙 중국이야말로 자신의 진정한 고향이라고 믿어 왔으며, 마음속 깊은 곳에서부터 그 자신은 원향과 뗄 수 없는 혈연관계가 있다고 생각하는 대목이 나온다.
“원향”은 ‘고향’으로 해석될 수 있는 단어지만, 대만 사람들에게 있어 “원향”이라는 말은 좀 더 다층적인 의미를 가진다. 대만 사람들이 중국 대륙에 대해 가지고 있는 혈연적․문화적 유대감을 상징적으로 보여 주기도 한다. 다른 한편으로는 그리움 때문에 “원향”을 찾아가지만, 직접 체험해 본 “원향”은 자신들이 꿈꾸던 곳이 아니라는 안타까움도 담겨 있다. 따라서 물리적인 의미뿐 아니라 그립고 애틋하게 느껴지는 고향과 같이 정서적인 의미로 확장해서 읽을 수 있다.
＜원향인＞은 이민의 역사가 뚜렷한 타이완 사회에서 ‘족군(族群)’을 중심으로 하는 정체성 문제가 쟁점이 되었을 때 이목을 끌었던 작품이기도 하다. ＜원향인＞에는 하카(客家) 민난인, 일본인, (중국 대륙의) 원향인이 등장해 상호 교차한다. 주인공의 족군 신분이 어디에 귀속되는가 하는, 대륙 중국과 다른 타이완의 역사와 정체성에 대한 고민을 보여 주고 있다.
정체성은 본래적인 것인가, 아니면 정치적인 이유나 기타 목적으로 사후에 조작되는 것인가 하는 민감한 사안을 안고 있기도 하지만 농촌 사회와 농민을 제재로 삼은 향토 작가, 사적 체험을 반영한 자전적 작품을 쓴 작가로만 평가되었던 중리허가, ‘정체성’이라는 키워드를 통해 다각도로 조명될 수 있다는 점만큼은 독자들의 흥미를 자극한다 할 수 있을 것이다.

## 협죽도
중리허가 타이완에서 오랫동안 가지고 있었던 원향에 대한 막연한 이미지는 그가 대륙에서 살 때 중국인(중국 사회의 어두운 면과 중국인들의 부정적인 측면)들을 관찰하는 시선에 무의식적으로 영향을 끼쳤다.
＜협죽도＞는 중리허 생전에 출판된 유일한 작품집이다. 베이징을 대표하는 주거 형태이자 중국의 건축 양식을 대표하는 사합원(四合院)을 배경으로, 베이징 특유의 생활공간이 치밀하게 묘사되어 있다. 또한 그곳에서의 빈곤과 삶의 무게에 눌려 ‘인간다움’을 돌아볼 여력이 없는 군상 즉 체면 따지지 않는 인물, 게으른 인물, 나약한 인물, 저항할 줄 모르는 인물 등이 그려져 중국인의 형상이 상당히 부정적으로 묘사되고 있다.

## 도망
＜도망＞은 하카 사회에 남아 있던 동성불혼(同姓不婚)이라는 봉건적 유습 때문에 동성(同姓)이라는 이유로 사랑의 도피를 감행해야 했던 중리허의 개인적 경험을 고스란히 반영하고 있는 자전적인 작품이다.
중리허가 타이완을 떠나게 된 현실적인 이유는 중핑메이(鍾平妹)와의 사랑의 결실을 맺기 위함이었다. 집안의 반대에 부딪치게 되는 자세한 내막은 생략된 채, 두 사람이 악조건 속에서도 서로 버팀목이 되어 주며 꿋꿋하게 자신들의 보금자리를 찾아가는 과정이 중점적으로 묘사되어 있다.
그 밖에 중핑메이가 소박한 시골 소녀에서 성숙한 여인으로 성장하는 부분, 기차와 증기선으로 상징되는 현대 문물, 타이완-일본-조선-만주로 연결되는 노정 등의 장면은 작가의 사적 경험과 잘 어우러져 당시의 사회 풍경을 자세하게 전달해 준다.

## 참고 자료
- 고운선 역, 원향인, 지만지, ISBN 978-89-6406-686-7